# Лаптаяха (приток Щучьей)
Лаптаяха (устар. Лапта-Яха) — река в России, протекает по территории Приуральского района Ямало-Ненецкого АО. Устье находится в 531 км по левому берегу реки Щучья. Длина реки — 24 км.

## Данные водного реестра
По данным государственного водного реестра России относится к Нижнеобскому бассейновому округу, водохозяйственный участок реки — Обь от города Салехард и до устья, речной подбассейн реки — бассейны притоков Оби ниже впадения Северной Сосьвы. Речной бассейн реки — (Нижняя) Обь от впадения Иртыша.